# Jean Teulère
Jean Georges Marie Teulère (Bordeaux, 24 febbraio 1954) è un cavaliere francese.
Ha partecipato a quattro edizioni dei giochi olimpici (1988, 1996, 2000 e 2004) conquistando una medaglia.

## Palmarès
Olimpiadi
- 1 medaglia:
  - 1 oro (concorso completo a squadre a Atene 2004)

Mondiali
- 1 medaglia:
  - 1 argento (concorso completo a squadre a Jerez de la Frontera 2002)